# Міщенко Олександр Сергійович
Олекса́ндр Сергі́йович Мі́щенко (1994—2022) — старший солдат Збройних Сил України, учасник російсько-української війни, який загинув під час російського вторгнення в Україну.

## Життєпис
Народився 19 серпня 1994 року. Мешкав у м. Городище на Черкащині.
Під час російського вторгнення в Україну в 2022 році служив старшим водієм — оператором батареї протитанкових керованих ракет 72-ї окремої механізованої бригади імені Чорних Запорожців.
Загинув 29 липня 2022 року від несумісних із життям поранень, яких зазнав внаслідок ракетного обстрілу, вчиненого противником на Донеччині.
Похований у м. Городище Черкаської області.

## Нагороди
- орден «За мужність» III ступеня (17.11.2022) (посмертно) — за особисту мужність і самовіддані дії, виявлені у захисті державного суверенітету та територіальної цілісності України, вірність військовій присязі.[3]